# عجمي نخجواني
عجمي بن أبو بكر ناخجيفاني أو معمار عجمي (بالأذرية: Əcəmi Naxçıvani) - إنه الأذربيجاني الاصلي، عاش في أراضي أذربيجان، المهندس المعماري العالمي الشهير، وهو مؤسس مدرسة نخجوان المعمارية ومؤلف العديد من الأعمال المعمارية.

## حياته
ولد عجمي ناخجيفاني في نخجوان، عاش وعمل فيها. هو مؤلف من أشهر مباني في أذربيجان. ضريح يوسف بن كوسير في عام 1162، ضريح مؤمنة خاتون - بناه بأمر من أتابكة أذربيجان محمد جهان بهليفان تكريما للزوجة الأولى لمؤمنة خاتون في 1186، مسجد الجمعة في نخجوان. 
المعاصرون يدعون عجمي «شيخ المهندسين» و «رئيس المهندسين». إن كلمات كتابات ضريح مؤمنة خاتون ينتمي معمار عجمي:
سنترك - العالم سيبقى، سنموت - سيبقى ذكرى.

## لذكره
تمت تسمية واحدة من محطات مترو باكو بأسم «معمار عجمي» تكريما عجمي ناخجيفاني.
تم البناء نصب تذكاري عجمي ناخجيفاني فيما يتعلق بالذكرى السنوية الـ 850 للمهندس المعماري في مدينة ناخيتشيفان في عام 1976.